# Киев-Южный (аэродром)
Аэродром «Киев-Южный» (англ. Kyiv-South Airfield) — спортивный аэродром построенный в 2009 году, находящийся в Киевской области, в Васильковском районе недалеко от города Гребёнки.
Служит для проведения учебно-тренировочных полётов, подготовки пилотов для самолётов и вертолётов, а также для прыжков с парашютом.
Аэропорт оборудован для принятия лёгких самолётов и вертолётов, таких как Ан-2, Ан-3 и Ми-8.

## Инфраструктура аэродрома
На аэродроме находится всего одна ВПП с номером 1, её длина 650 метров, доступен только визуальный заход на посадку (VFR).
Класс аэродрома, индекс воздушных судов (код аэродрома по ICAO): класс Е, индекс 1 и вертолётов всех типов.
PCN покрытия ВПП аэродрома: Асфальтобетон, 13т/1,0 МПа.

## Парашютный клуб «5 Океан»
На аэродроме находится парашютный клуб. Прыжковый сезон начинается в зависимости от погоды, обычно начинается в Апреле, и заканчивается в Октябре.

### Перечень услуг

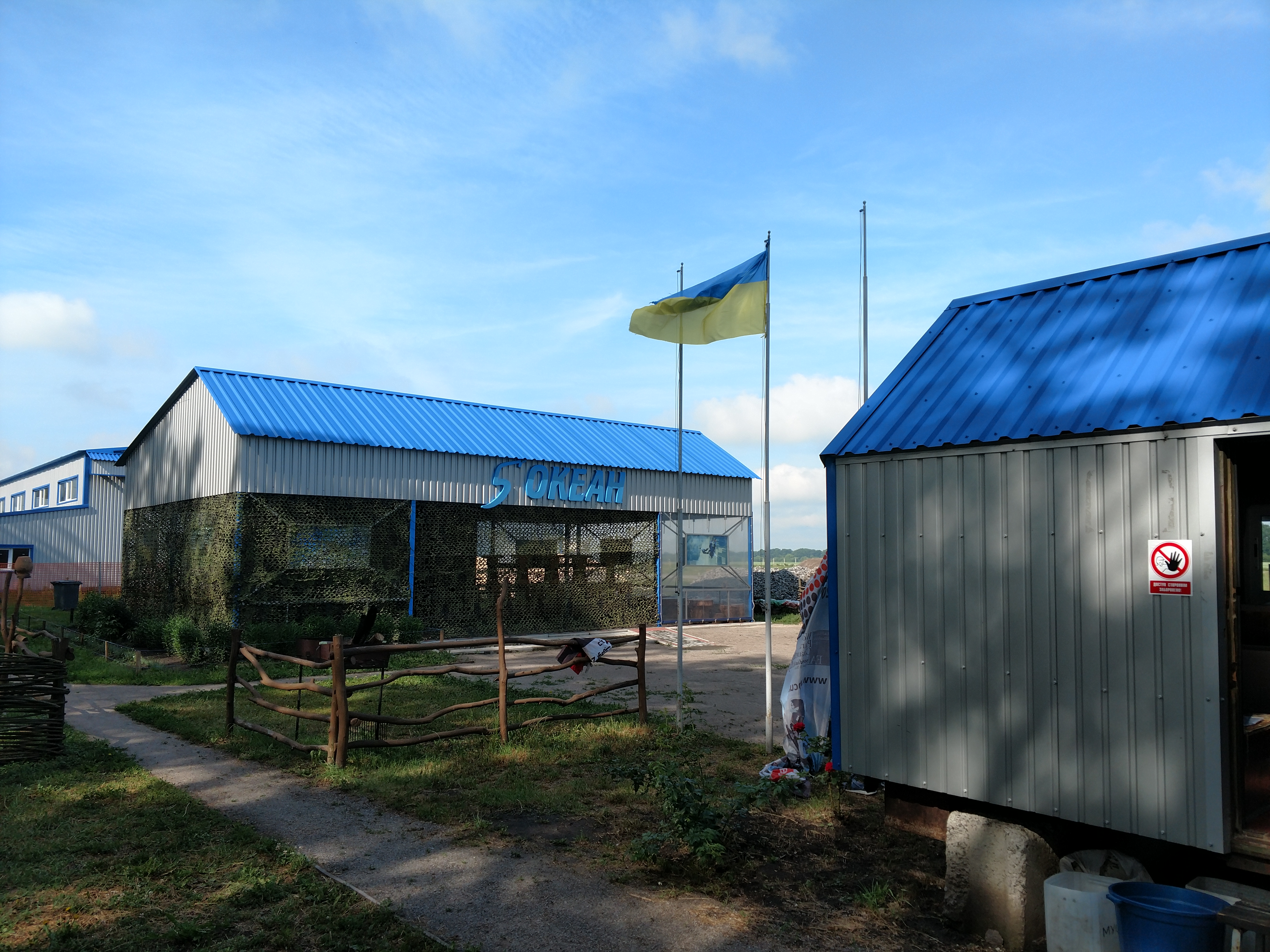
Dropzone 5 Ocean

- Парашютные прыжки для сертификации парашютистов
- Проведение соревнований
- Парашютные прыжки для начинающих парашютистов